# Dominique Peyramale

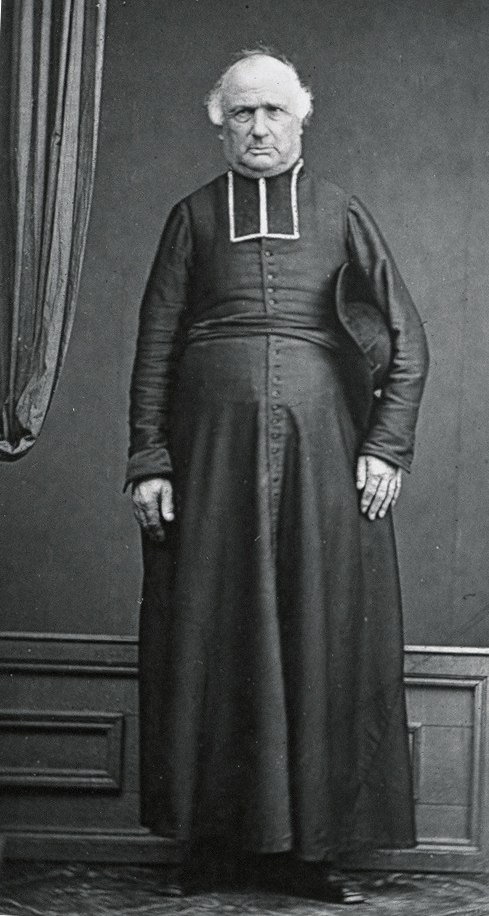
Dominique Peyramale

Marie-Dominique Peyramale (* 9. Januar 1811 in Momères, Hautes-Pyrénées; † 8. September 1877 in Lourdes) war römisch-katholischer Priester im französischen Lourdes während der Marienerscheinungen der damals 14-jährigen Bernadette Soubirous von 1858.

## Biographie
Peyramale wurde 1811 als viertes Kind eines Dr. Peyramale in Momères geboren. Seine Priesterweihe erfolgte 1835 und als Kaplan wurde er in die Pfarre von Vic-en-Bigorre befohlen. Zwei Jahre später übernahm er als Pfarrer die Pfarre St. Johannes in Tarbes. Ab 1851 war Peyramale Kaplan des Hospizes in Tarbes. 1854 erfolgte seine Versetzung anstatt nach Vic-en-Bigorre in das kleinere Lourdes, wo er sich durch seine Großzügigkeit einen guten Ruf erwarb. In Lourdes angekommen, widmete sich Peyramale den Plänen zur Erneuerung der mittelalterlichen Pfarrkirche, die er erweitern wollte. Sein Vorhaben scheiterte einerseits an der fehlenden Dringlichkeit eines Neubaus, andererseits an den anfallenden Kosten.
Zwischen dem 11. Februar und dem 16. Juli 1858 fanden schließlich die insgesamt 18 Marienerscheinungen in der „Grotte von Massabielle“ außerhalb der Stadt statt. Marie-Dominique Peyramale ging auf Anweisungen des Bischofs nicht zu den Erscheinungen, die dem Mädchen Bernadette Soubirous widerfuhren. Dennoch schickte er Jean-Baptiste Estrade hin, um die Geschehnisse zu beobachten. Wegen einer Falschmeldung blieb Peyramale lange Zeit skeptisch und ablehnend dem Mädchen gegenüber eingestellt, jedoch unterstützte er es im entscheidenden Moment: Er wies Bernadette an, die Dame nach deren Namen zu fragen. Beim 16. Treffen soll die Dame auf die Frage nach ihrem Namen mit den Worten Que soy era Immaculada Conceptiou („Ich bin die Unbefleckte Empfängnis“) geantwortet haben. Da Peyramale annahm, dass die Soubirous wegen ihrer mangelhaften Bildung vom erst vier Jahre zuvor verkündeten Dogma der unbefleckten Empfängnis Mariä nichts wissen konnte, schloss der Priester Falschmeldungen aus und begann die Erscheinungen zu verteidigen.
Marie-Dominique Peyramale verantwortete in Folge den Beginn der Wallfahrt nach und in Lourdes ab 1862. Das Gebiet um die Grotte wurde vom Bischof erworben und eine Kapelle oberhalb auf dem Felsen errichtet. Am 4. August 1864 begab sich die erste Prozession von der Pfarrkirche zur Höhle hin, wo Monsignore Laurence die Statue der heiligen Jungfrau segnete. In Peyramales Lebenszeit fiel auch die Errichtung der Mariä-Empfängnis-Basilika von 1866 bis 1871. Die Pfarre verlor schließlich die Kontrolle über die Wallfahrt an die Diözese.
Dem Priester wurde 1874 von Papst Pius IX. der Ehrentitel eines Apostolischen Protonotars verliehen. Peyramale durfte mit dem Neubau der Pfarrkirche in Lourdes beginnen, ihre Fertigstellung erlebte er nicht mehr. Marie-Dominique Peyramale starb am 8. September 1877.